# Francis Tournefier
Francis Tournefier (Cosne-Cours-sur-Loire, 28 febbraio 1964) è un sollevatore francese medagliato mondiale ed europeo, che ha gareggiato nella categoria dei pesi massimi primi.

## Carriera
Vincitore di due medaglie d'oro ai Giochi del Mediterraneo nel 1987 e nel 1993, conquistò due medaglie di bronzo ai campionati europei di Alborg nel 1990 e ai mondiali di Donaueschingen nel 1991. Partecipò a due edizioni dei Giochi olimpici: a Seul nel 1988, piazzandosi al quinto posto, e a Barcellona nel 1992, classificandosi quarto.